# 松本利秋
松本 利秋（まつもと としあき、1947年 - ）は、日本の軍事研究家。
高知県安芸郡生まれ。1967年高知県立安芸高等学校卒業、71年明治大学政治経済学部政治学科卒業。ジャーナリストとして米国、タイ、カンボジア、北方領土、エジプト、ロシアなど紛争地帯を取材。95年文化多元主義問題研究所理事。

## 著書
- 人事に左右されない強者になれ ケイブンシャブックス　勁文社、1984年6月
- 防衛は誰がために 変貌する自衛隊最前線 広済堂出版、1985年11月
- 麻薬 第四の戦略物資 かや書房、1988年11月
- 殺害現場 タイからのショッキング・レポート ジャパン・ミックス、1995年11月
- 怪物「ジャパン」 51年目の真実 五月書房、1996年3月
- 軍事同盟-日米安保条約　山本皓一撮影 クレスト社、1996年2月
- 「極東危機」の最前線　山本皓一写真 廣済堂出版、1997年12月
- 国際テロファイル　かや書房、2003年9月　ISBN 9784906124534
- 戦争民営化 10兆円ビジネスの全貌 2005年8月　祥伝社新書
- 日本人だけが知らない「終戦」の真実 ソフトバンククリエイティブ　2015年7月

## 共編著
- 早わかりアメリカ 文化が見える・歴史が読める　池田智共著　日本実業出版社　2000年10月
- 兵器と軍事の謎と不思議 東京堂出版　2008年8月

## 翻訳
- オサマ・ビンラディン　エレーン・ランドー 監訳 大野悟訳.竹書房、2001.11
- 9/11委員会レポートダイジェスト 同時多発テロに関する独立調査委員会報告書、その衝撃の事実　同時多発テロに関する独立調査委員会 ステファン丹沢,永田喜文共訳.WAVE出版、2008.5